# كونستانتينوس باسباتيس
كونستانتينوس باسباتيس (باليونانية: Κωνσταντίνος Πασπάτης)‏ (5 يونيو 1878 – 1 يوليو 1903) هو لاعب كرة مضرب يوناني راحل، مثّل بلاده في الألعاب الأولمبية الصيفية 1896 في أثينا. ولد باسباتيس في ليفربول، إنجلترا، وتوفي في أثينا.
حقّق باسباتيس الميدالية البرونزية في منافسات فردي الرجال في الألعاب الأولمبية الصيفية 1896. وفي منافسات الزوجي، خسر باسباتيس مع رفيقه Evangelos Rallis (يونانيّ) في الدور الأول من الثنائي ديونيسيوس كاسداغليس وديمتريوس بيتروكوكينوس.